# Dirphia tarpeius
Dirphia tarpeius är en fjärilsart som beskrevs av Jacob Hübner 1806. Dirphia tarpeius ingår i släktet Dirphia och familjen påfågelsspinnare. Inga underarter finns listade i Catalogue of Life.